# Молодіжна збірна Кот-д'Івуару з футболу
Молодіжна збірна Кот-д'Івуару з футболу — національна молодіжна футбольна збірна Кот-д'Івуару, що складається із гравців віком до 20 років. Вважається основним джерелом кадрів для підсилення складу основної збірної Кот-д'Івуару. Керівництво командою здійснює Федерація футболу Кот-д'Івуару.
Команда має право участі у Молодіжному чемпіонаті Африки, у випадку успішного виступу на якому може кваліфікуватися на молодіжний чемпіонат світу до 20 років. Також може брати участь у товариських і регіональних змаганнях.